# Mistrzostwa Europy w Wioślarstwie 2010 – czwórka podwójna wagi lekkiej mężczyzn
Czwórka podwójna wagi lekkiej (LM4x) – konkurencja rozgrywana podczas Mistrzostw Europy w Wioślarstwie 2010 w Montemor-o-Velho między 10 a 12 września.

## Harmonogram konkurencji
| Wydarzenie               | Runda |
| ------------------------ | ----- |
| Sobota, 11 września 2010 | Finał |

## Medaliści
| Złoto                                                                           | Srebro                                                                                  | Brąz                                                                              |
| Włochy · Franco Sancassani · Pietro Ruta · Fabrizio Gabriele · Stefano Basalini | Dania · Steffen Jensen · Martin Batenburg · Christian Nielsen · Hans Christian Sørensen | Francja · Pierre-Etienne Pollez · Stany Delayre · Alexandre Pilat · Fabien Dufour |

## Finał
| Miejsce | Zawodnik                                                                  | Kraj    | Czas    | Uwagi |
| ------- | ------------------------------------------------------------------------- | ------- | ------- | ----- |
|         | Franco Sancassani Pietro Ruta Fabrizio Gabriele Stefano Basalini          | Włochy  | 6:19,06 |       |
|         | Steffen Jensen Martin Batenburg Christian Nielsen Hans Christian Sørensen | Dania   | 6:20,85 |       |
|         | Pierre-Etienne Pollez Stany Delayre Alexandre Pilat Fabien Dufour         | Francja | 6:27,79 |       |
| 4       | Daniel Lawitzke Christoph Thiem Jonas Schützeberg Michael Wieler          | Niemcy  | 6:33,62 |       |